# Слободан Станић
Слободан Станић (Чајниче, 25. јун 1963) српски је политичар, хирург, универзитетски доцент, доктор медицинских наука и функционер Српске демократске странке (СДС). Бивши је министар здравља и социјалне заштите Републике Српске и замјеник директора Агенције за развој високог образовања и осигурање квалитета Босне и Херцеговине.

## Биографија
Слободан Станић је рођен 1963. године у Чајничу, СФРЈ. У родном граду је завршио основну и средњу школу — гимназију. На Медицинском факултету у Сарајеву дипломирао је 1989. године, а 1999. положио је и специјалистички испит из опште хирургије. Године 2008. завршио је додатну едукацију из породичне медицине, а 2013. магистрирао на Медицинском факултету у Бањој Луци.
У периоду од 1989. до 2006. радио је у Дому здравља у Новом Граду као љекар специјалиста, те као директор Дома здравља у Новом Граду од 2000. до 2005. године. Од 2006. до 2008. радио је као руководилац филијале Фонда здравственог осигурања Републике Српске у Приједору, те од 2008. до 2009. године на пословима координатора за примарну здравствену заштиту. Од 2009. обављао је дужност директора ЈЗУ Институт за јавно здравство Републике Српске. За вријеме ратних збивања у периоду од 1992. до 1995. године био је начелник санитета 1. новске пјешадијске бригаде.
Након смјене са мјеста министра поново је именован за в. д. директора ЈЗУ Института за јавно здравство Републике Српске где остаје до 2015. Сљедеће године је именован за замјеника директора Агенције за развој високог образовања и осигурање квалитета Босне и Херцеговине, a ту дужност је обављао до фебруара 2021.године.
Члан је Друштва доктора медицине Републике Српске и Коморе доктора медицине Републике Српске.
Ожењен је, отац двоје дјеце.